# 0的奇偶性

天平的秤盘上包含零个对象，被分为两个相等的组。

0是一个偶数。按照定义，若某数是2的整数倍数，那么它就是偶数，而0＝0×2，所以0为偶数。
0还满足其它一些由偶数构建出来的一些模型，例如在算术运算中的一些奇偶规则：偶数－偶数＝偶数。

## 数学背景
一千多年以來，數學家一直難以解決數字零，非數學家仍不確定如何將其分類。巴比倫人和古希臘人使用它來區分大小，例如：26 和 206。在此之前，人們只能根據上下文的使用，來判斷一個數字是否大於另一個數字。13世紀，義大利數學家斐波那契（Fibonacci）是第一個在歐洲普及阿拉伯數字的人。他將數字一到九分類為數字，而將零分類為符號。
根據劍橋大學千年數學項目詹姆斯·格萊姆博士的說法：「1990年代的反應時間實驗表明，人們在決定零是奇數還是偶數時要慢10％。」孩子們發現很難識別零是奇數還是偶數，「1990年代對小學生的一項調查顯示，約50％認為零是偶數，約20％認為零是奇數，其餘30％認為兩者都不是」格萊姆表示：「直到1600年，持續辯論和抗爭之後，零才真正被接受為偶數。」
歐幾里得並未將1視為數字，但現在1也視為奇數。

### 歐幾里得的元素
1. 前幾個奇數是3、5、7、9、11。[4]
2. 前幾個偶數是2、4、6、8、10。[4]

数论中众多结论援引了算术基本定理和偶数的代数性质，因此上述选择具有深远的影响。例如，正数有唯一的整数分解这一事实，意味着我们可以确定一个数有偶数个不同的质因数还是奇数个不同的质因数。因为1不是素数，也没有素数因子，是空积；因为0是偶数，所以1有偶数个不同的质因数。这意味着默比乌斯函数的值μ(1) = 1，这对于積性函數和默比乌斯反演公式是很有必要的。

## 为什么0是偶数
《大英百科全書》記載為：「大多數人都對數字0感到困惑，不確定它是否作為整數的起始，並且不知道其作為數字的位置。從技術上講，它表示空集。」奇偶性（Parity）是先期數學課程中最早學習的規則，將所有整數分成兩類的方式：偶數和奇數。偶数的最基础的定义就可以直接用来证明0是偶数。偶数的定义是：如果一个数是2的整数倍数，那么这个数便是偶数。例如：因为10＝5×2，所以10是偶数。同样的，因为0＝0×2，所以0是偶数。除了使用偶数的定义这样一种证明方式来证明0是一个偶数以外，还有其它的方法来证明0是一个偶数。

### 基础解释

有0个元素的集合没有红色元素剩余

数字是用来计数的，人们用一个数字来表示集合内元素的个数。0则对应这没有元素，即空集中元素的个数。对数分奇偶就是为了将集合中的元素分为两部分。如果一个集合中的元素可两两配对且没有剩余，那么这个集合的基数便是偶数。如果有一个元素剩余，那么这个集合的基数便是奇数。在此定义之下，因为空集可以被分为两份并且没有元素剩余，所以0是一个偶数。
还有一种更为具象的偶数定义：如果一个集合中元素可以分成基数相同的两个集合，那么这个集合的基数为偶数，否则为奇数。这个定义与上一个定义是等价的。在此定义之下，因为空集可以分成2个基数都为0的集合，所以0是偶数。
数字可以用数轴来可视化表现，其中有个常见的特征奇数和偶数相互交替。当负数也算入其中时，这个特征变得尤为明显。

一个偶数之后的第二位数字是偶数，没有任何理由跳过0。
上述的定义使用了一些数学术语，例如偶数可以被2整除，这一定义归根到底是一个约定。和偶数不同，一些数学术语有目的的排除一些平凡或退化的情况。素数是一个非常有名的例子。在20世纪之前，素数的定义是不一致的，包括克里斯蒂安·哥德巴赫、约翰·海因里希·兰伯特、阿德里安-马里·勒让德、阿瑟·凯莱在内的一些非常著名的数学家都曾经在著作中写过0是一个素数。现在对素数的定义是：如果一个数有且只有1和本身两个约数，那么这个数是素数。因为1只有一个约数，所以1不是一个素数。这个定义因为更加适用于很多有关素数的数学理论而被广泛接受。例如，当1不再被认为是一个素数时，算术基本定理的表述才更加简单，容易。
既然素数可以并不包括1，那么偶数似乎也可以并不包括0。但是在这种情况下，一些和偶数有关的数学理论变得难以表述，甚至和奇偶数有关的四则运算都要受到影响。例如，奇偶数运算中存在着以下规则：
偶数±偶数＝偶数
奇数±奇数＝偶数
偶数×整数＝偶数
在这些式子的左侧填入适当的数字可以使得右边为0：
2-2=0
-3+3=0
4×0＝0
显而易见地是，这些规则将会因为0不是一个偶数而变得不正确。不过，一些坚持0不是偶数的人并不会因此改变自己的观点，他们会加上一些特例来保证运算规则的正确性。例如，一个考试指南规定：0既不是偶数也不是奇数。这样，上述有关奇偶数的运算规则就必须加上一些例外：
偶数±偶数＝偶数（或0）
奇数±奇数＝偶数（或0）
偶数×整数＝偶数（或0）
将0排除在偶数之外使得很多有关偶数的规则、定理都要加上类似的例外。

## 相关书籍
- Anderson, Ian, , London: Springer, 2001, ISBN 1-85233-236-0
- Anderson, Marlow; Feil, Todd, , London: CRC Press, 2005, ISBN 1-58488-515-7
- Andrews, Edna, , Durham: Duke University Press, 1990, ISBN 0-8223-0959-9
- Arnold, C. L., , The Ohio Educational Monthly, 1919-01, 68 (1): 21–22  [2010-04-11], （原始内容存档于2014-01-07）
- Arsham, Hossein, , The Pantaneto Forum, 2002-01  [2007-09-24], （原始内容存档于2007-09-25）
- Ball, Deborah Loewenberg; Hill, Heather C.; Bass, Hyman,  (PDF), American Educator, 2005  [2007-09-16], （原始内容存档于2010-12-20）
- Ball, Deborah Loewenberg; Lewis, Jennifer; Thames, Mark Hoover,  (PDF), Journal for Research in Mathematics Education, 2008, M14: 13–44 and 195–200  [2010-03-04], （原始内容存档 (PDF)于2010-12-20）
- Barbeau, Edward Joseph, , Springer, 2003, ISBN 0-387-40627-1
- Baroody, Arthur; Coslick, Ronald, , Lawrence Erlbaum Associates, 1998, ISBN 0-8058-3105-3
- Berlinghoff, William P.; Grant, Kerry E.; Skrien, Dale,  5th rev., Rowman & Littlefield, 2001, ISBN 0-7425-0202-3
- Border, Kim C., , Cambridge University Press, 1985, ISBN 0-521-38808-2
- Brisman, Andrew, , Sterling, 2004, ISBN 1-4027-1300-2
- Bunch, Bryan H., , Van Nostrand Reinhold, 1982, ISBN 0-442-24905-5
- Caldwell, Chris K.; Xiong, Yeng, , Journal of Integer Sequences, 2012-12-27, 15 (9)  [2014-03-23], arXiv:1209.2007 , （原始内容存档于2014-12-19）
- Column 8 readers, , The Sydney Morning Herald First, 2006-03-10: 18, Factiva SMHH000020060309e23a00049
- Column 8 readers, , The Sydney Morning Herald First, 2006-03-16: 20, Factiva SMHH000020060315e23g0004z
- Crumpacker, Bunny, , Macmillan, 2007, ISBN 0-312-36005-3
- Cutler, Thomas J.,  Centennial, Naval Institute Press, 2008, ISBN 1-55750-221-8
- Dehaene, Stanislas; Bossini, Serge; Giraux, Pascal,  (PDF), Journal of Experimental Psychology: General, 1993, 122 (3): 371–396  [2007-09-13], doi:10.1037/0096-3445.122.3.371, （原始内容 (PDF)存档于2011-07-19）
- Devlin, Keith, , New Scientist, 1985-04, 106 (1452)
- Diagram Group, , Paddington Press, 1983, ISBN 0-448-22202-7
- Dickerson, David S; Pitman, Damien J, Tai-Yih Tso , 编,  (PDF), Proceedings of the 36th Conference of the International Group for the Psychology of Mathematics Education, 2012-07, 2: 187–195  [2014-03-23], （原始内容 (PDF)存档于2013-12-18）
- Dummit, David S.; Foote, Richard M.,  2e, New York: Wiley, 1999, ISBN 0-471-36857-1
- Educational Testing Service,  (PDF), Educational Testing Service, 2009  [2011-09-06], （原始内容存档 (PDF)于2011-09-02）
- Freudenthal, H., , Dordrecht, The Netherlands: Reidel, 1983
- Frobisher, Len, Anthony Orton , 编, , London: Cassell: 31–48, 1999 |booktitle=被忽略 (帮助)
- Gouvêa, Fernando Quadros,  2nd, Springer-Verlag, 1997, ISBN 3-540-62911-4
- Gowers, Timothy, , Oxford University Press, 2002, ISBN 978-0-19-285361-5
- Graduate Management Admission Council,  11th, McLean, VA: Graduate Management Admission Council, 2005-09, ISBN 0-9765709-0-4
- Grimes, Joseph E., , Walter de Gruyter, 1975, ISBN 90-279-3164-X
- Hartsfield, Nora; Ringel, Gerhard, , Mineola: Courier Dover, 2003, ISBN 0-486-43232-7
- Hill, Heather C.; Blunk, Merrie L.; Charalambous, Charalambos Y.; Lewis, Jennifer M.; Phelps, Geoffrey C.; Sleep, Laurie; Ball, Deborah Loewenberg, , Cognition and Instruction, 2008, 26 (4): 430–511, doi:10.1080/07370000802177235
- Hohmann, George, , Charleston Gazette, 2007-10-25: 1C, Factiva CGAZ000020071027e3ap0001l
- Kaplan Staff, , Simon and Schuster, 2004, ISBN 0-7432-6035-X
- Keith, Annie, , IAP, 2006, ISBN 1-59311-495-8 |booktitle=被忽略 (帮助)
- Krantz, Steven George, , CRC Press, 2001, ISBN 1-58488-052-X
- Levenson, Esther; Tsamir, Pessia; Tirosh, Dina, , The Journal of Mathematical Behavior, 2007, 26 (2): 83–95, doi:10.1016/j.jmathb.2007.05.004
- Lichtenberg, Betty Plunkett, , The Arithmetic Teacher, 1972-11, 19 (7): 535–538
- Lorentz, Richard J., , Intellect Books, 1994, ISBN 1-56750-037-4
- Lovas, William; Pfenning, Frank, , Electronic Notes in Theoretical Computer Science, 2008-01-22, 196: 113–128  [2012-06-16], doi:10.1016/j.entcs.2007.09.021, （原始内容存档于2015-09-24）
- Lovász, László; Pelikán, József; Vesztergombi, Katalin L., , Springer, 2003, ISBN 0-387-95585-2
- Morgan, Frank, , Frank Morgan's Math Chat (The Mathematical Association of America), 2001-04-05  [2009-08-22], （原始内容存档于2009-01-08）
- Nipkow, Tobias; Paulson, Lawrence C.; Wenzel, Markus, , Springer, 2002, ISBN 3-540-43376-7
- Nuerk, Hans-Christoph; Iversen, Wiebke; Willmes, Klaus, , The Quarterly Journal of Experimental Psychology A, 2004-07, 57 (5): 835–863, doi:10.1080/02724980343000512
- Partee, Barbara Hall, , Dordrecht: D. Reidel, 1978, ISBN 90-277-0809-6
- Penner, Robert C., , River Edje: World Scientific, 1999, ISBN 981-02-4088-0
- Salzmann, H.; Grundhöfer, T.; Hähl, H.; Löwen, R., , Cambridge University Press, 2007, ISBN 0-521-86516-6
- Siegel, Robert, , All Things Considered (National Public Radio), 1999-11-19, Factiva ltcn000020010910dvbj003b3
- Smock, Doug, , Charleston Gazette, 2006-02-06: 1B, Factiva CGAZ000020060207e226000bh
- Snow, Tony, , Jewish World Review, 2001-02-23  [2009-08-22], （原始内容存档于2011-01-02）
- Sones, Bill; Sones, Rich, , Deseret News, 2002-05-08: C07, Factiva dn00000020020508dy580000o
- Starr, Ross M., , Cambridge University Press, 1997, ISBN 0-521-56473-5
- Steinberg, Neil, , Chicago Sun-Times 5XS, 1999-11-30: 50, Factiva chi0000020010826dvbu0119h
- Stewart, Mark Alan, , Stamford: Thomson, 2001, ISBN 0-7689-0635-0
- Stingl, Jim, , The Milwaukee Journal Sentinel Final, 2006-04-05: B1, Factiva MLWK000020060405e2450003l
- Tabachnikova, Olga M.; Smith, Geoff C., , London: Springer, 2000, ISBN 1-85233-235-2
- The Math Forum participants, , Math Forum » Discussions » History » Historia-Matematica (Drexel University), 2000  [2007-09-25], （原始内容存档于2011-06-07）
- Turner, Julian, , The Guardian, 1996-07-13: 23, Factiva grdn000020011017ds7d00bzg
- Wilden, Anthony; Hammer, Rhonda, , Routledge Kegan & Paul, 1987, ISBN 0-7100-9868-5
- Wise, Stephen, , CRC Press, 2002, ISBN 0-415-24651-2
- Wong, Samuel Shaw Ming, , World Scientific, 1997, ISBN 981-02-3043-5